# 800 mètres masculin aux championnats du monde d'athlétisme en salle 2014
Navigation
2012 2016
Le 800 mètres masculin des Championnats du monde en salle 2014 s'est déroulé les 7 et 9 mars 2014 à l'Ergo Arena de Sopot, en Pologne.

## Résultats

### Séries
Qualification : le premier de chaque série (Q) et les trois meilleurs temps (q) se qualifient pour la finale.
| Rang | Série | Athlète                   | Nationalité    | Temps         | Notes |
| ---- | ----- | ------------------------- | -------------- | ------------- | ----- |
| 1    | 3     | Adam Kszczot              | Pologne        | 1 min 45 s 76 | Q     |
| 2    | 3     | Andrew Osagie             | Royaume-Uni    | 1 min 45 s 88 | q     |
| 3    | 2     | André Olivier             | Afrique du Sud | 1 min 46 s 18 | Q     |
| 4    | 2     | Marcin Lewandowski        | Pologne        | 1 min 46 s 26 | q     |
| 5    | 2     | Thijmen Kupers            | Pays-Bas       | 1 min 46 s 55 | q, PB |
| 6    | 1     | Mohammed Aman             | Éthiopie       | 1 min 46 s 73 | Q     |
| 7    | 1     | Stepan Poistogov          | Russie         | 1 min 47 s 11 |       |
| 8    | 2     | Nick Symmonds             | États-Unis     | 1 min 47 s 29 | SB    |
| 9    | 1     | Kevin López               | Espagne        | 1 min 47 s 34 |       |
| 10   | 3     | Jeremiah Kipkorir Mutai   | Kenya          | 1 min 47 s 41 |       |
| 11   | 1     | Mukhtar Mohammed          | Royaume-Uni    | 1 min 47 s 59 | SB    |
| 12   | 3     | Mark English              | Irlande        | 1 min 47 s 60 |       |
| 13   | 1     | Erik Sowinski             | États-Unis     | 1 min 48 s 04 |       |
| 14   | 3     | Kristinn Thór Kristinsson | Islande        | 1 min 51 s 20 | PB    |
| 15   | 3     | Brice Etès                | Monaco         | 1 min 51 s 24 | NR    |
| 16   | 2     | Farkhod Kuralov           | Tadjikistan    | 1 min 52 s 36 | NR    |
| 17   | 1     | Tenirberdi Suiunbaev      | Kirghizistan   | 2 min 00 s 51 | PB    |
| -    | 1     | Saddam Hussain            | Pakistan       | DQ            |       |
| -    | 2     | Musaeb Abdulrahman Balla  | Qatar          | DQ            |       |

### Finale
| Place              | Athlète            | Pays           | Temps         | Note |
| ------------------ | ------------------ | -------------- | ------------- | ---- |
| Médaille d'or      | Mohammed Aman      | Éthiopie       | 1 min 46 s 40 |      |
| Médaille d'argent  | Adam Kszczot       | Pologne        | 1 min 46 s 76 |      |
| Médaille de bronze | Andrew Osagie      | Royaume-Uni    | 1 min 47 s 10 |      |
| 4                  | André Olivier      | Afrique du Sud | 1 min 47 s 31 |      |
| 5                  | Thijmen Kupers     | Pays-Bas       | 1 min 47 s 74 |      |
| -                  | Marcin Lewandowski | Pologne        | DQ            |      |

## Légende
Records et Performances
- AR : Record continental (area record)
- CR : Record des championnats (championship record)
- MR : Record du meeting (meet record)
- NR : Record national (national record)
- OR : Record olympique (olympic record)
- PR : Record paralympique (paralympic record)
- PB : Record personnel (personal best)
- SB : Meilleure performance personnelle de la saison (season's best)
- WL : Meilleure performance mondiale de l'année (world leader)
- WJR : Record du monde junior (world junior record)
- WR : Record du monde (world record)

Circonstances et Conditions
- DNF : N'a pas terminé (did not finish)
- DNS : N'a pas pris le départ (did not start)
- DQ : Disqualification (disqualification)
- NM : Aucun essai valable enregistré (No Mark)
- Q : Qualifié « directement » au prochain tour (ou à la prochaine compétition), lors d'une compétition majeure, grâce au classement ou à la réalisation des minima (automatic qualifier)
- q : Qualifié au prochain tour (ou à la prochaine compétition), lors d'une compétition majeure, grâce au repêchage ou à la réalisation de l'une des meilleures performances parmi celles des « non qualifiés directement » (grâce au meilleur temps ou à la meilleure distance par exemple) (secondary qualifier)